# Cung thể thao Palazzetto
Cung thể thao Palazzetto là một công trình thể thao ở Roma được xây dựng phục vụ cho Olympic mùa hè năm 1960, có sức chứa 3500 người, do kiến trúc sư Pier Luigi Nervi thiết kế (khánh thành năm 1957). Trần nhà này được xây bằng bê tông tiền chế có đường kính 61 m. Việc xây dựng mái vòm này mất 40 ngày.
Công trình này là nơi tổ chức môn boxing trong thời gian Thế vận hội. Hiện nay, "Palazzetto dello Sport" là nơi tổ chức các trận bóng chuyền quan trọng nhất của "M.Roma Volley", đội bóng chuyền của Roma.